# Supersugen
Supersugen, originaltitel Superbad, är en amerikansk komedifilm från 2007 regisserad av Greg Mottola och producerad av Judd Apatow. Filmes huvudroller spelas av Michael Cera och Jonah Hill. Filmen handlar om Evan och Seth, två tonåringar som snart ska lämna high school. De vill båda vara på en fest och förlora sina oskulder innan det händer, men deras planer visar sig vara svårare att genomföra än de först trodde. Filmen är skriven av Seth Rogen och Evan Goldberg, som började skriva manuset redan när de var 13 år gamla. De tog inspiration från sina dagar på high school i Vancouver på 1990-talet. De två huvudkaraktärerna namngavs efter manusförfattarna, och från början var det tänkt att Rogen skulle spela Hills karaktär, men på grund av ålder och fysisk storlek behövde det ändras.
Filmen var generellt omtyckt av filmkritiker efter att ha släppts, med många filmkritiker som prisade dess dialog och kemi mellan de två huvudkaraktärerna. Filmen var också finansiellt framgångsrik, och fick in $169 miljoner dollar på en budget av $20 miljoner.

## Handling
Evan (Michael Cera) och Seth (Jonah Hill) förbereder sig för att lämna high school. Deras största önskan är att bli ihop med tjejer: Evan vill bli ihop med Becca (Martha MacIsaac) och Seth vill bli ihop med Jules (Emma Stone). Seth blir inbjuden till ett party av Jules och lovar att fixa spriten till festen genom att använda ett falsklegg som hans kompis Fogell (Christopher Mintz-Plasse) har. Evan och Seth tror inte falsklegget kommer att fungera då Fogell bland annat antagit namnet "McLovin". När Vogel köper alkoholen slås han plötsligt ner vid kassan av en rånare. Två poliser, Slater (Bill Hader) och Michaels (Seth Rogen), kommer till platsen för att fråga ut biträdet och Fogell om rånet. De erbjuder sedan Fogell skjuts till partyt.
Evan och Seth ser samtidigt polisbilen utanför butiken och antar att Fogell arresteras för att ha försökt köpa alkohol. Medan de går igenom vad de ska göra blir Seth plötsligt påkörd av en bil och föraren (Joe Lo Truglio) tar dem till ett party för att där fixa sprit. Där hamnar de i ett bråk och flyr partyt varpå poliserna Slater och Michaels anländer tillsammans med Fogell för att avsluta festen. 
Fogell, Evan och Seth flyr från platsen och åker till Jules fest. Även till denna fest kommer poliserna Slater och Michaels. Seth och Evan flyr även detta party medan Fogell följer med sina vänner poliserna Slater och Michaels. Nästa dag träffar Seth och Evan Becca och Jules i köpcentret.

## Rollista
| Jonah Hill               | – Seth               |
| Michael Cera             | – Evan               |
| Christopher Mintz-Plasse | – Fogell "McLovin"   |
| Bill Hader               | – Slater             |
| Seth Rogen               | – Michaels           |
| Martha MacIsaac          | – Becca              |
| Emma Stone               | – Jules              |
| Aviva Farber             | – Nicola             |
| Joe Lo Truglio           | – Francis The Driver |
| Kevin Corrigan           | – Mark               |